# ファインダーの向こう
『ファインダーの向こう』は、2016年11月30日にBeingから発売された新山詩織の3枚目のスタジオ・アルバム。

## 概要
約1年5か月ぶりのスタジオ・アルバム。初回限定盤は新曲「Snow Smile」を含めたプロモーション・ビデオ及びそのメイキングを収録したDVD付き、LIVE盤は2種のライブとCSで披露された1種で披露された映像を収録したDVD付き、通常盤はCD2枚組で、2枚目はシングル4作目までのカップリングに収録されたカバー曲を収録。
「Snow Smile」は近くにいるのになかなか伝えられない淡い恋模様を描いた新曲で、プロモーションビデオは世界観とリンクした男女の様子と、2人を見つめる新山の姿を捉えた内容に仕上がっているため、新山曰く、「1番近くにいるからこそ伝えられないこと、きっとあると思います。そんな人たちへ、この曲が少しでも背中を押すきっかけになってくれたらと願っています」とのこと。

## 収録曲

### CD
DISC1
1. あたしはあたしのままで
作詞：新山詩織　作曲：野崎心平　編曲：島田昌典
2. Snow Smile
作詞：新山詩織　作曲・編曲：楠野功太郎
「冬スポ!! WINTER SPORTS FESTA16」公式テーマソング及びコマーシャルソング[1][2]
3. 恋の中
作詞・作曲：福山雅治　編曲：福山雅治・井上鑑
4. 糸
作詞・作曲：中島みゆき　編曲：笹路正徳
映画「古都」エンディング・テーマ[1][2][4]
中島みゆき「糸」のカバー。
5. 四丁目の交差点
作詞・作曲：新山詩織　編曲：金子健太郎[2]
6. Sweet Road
作詞：新山詩織　作曲：森口友美　編曲：浅野尚志[2]
7. もう、行かなくちゃ。
作詞：新山詩織　作曲：小澤正澄　編曲：笹路正徳
8. 名前のない手紙
作詞・作曲：新山詩織　編曲：神佐澄人[2]
映画「都古」のスピンオフ作品及びネスレ日本の動画配信サイト「ネスレシアター on YouTube」のショートムービー「Matcha!!!」主題歌[5][6]
9. 部屋でのはなし。
作詞・作曲：新山詩織　編曲：島田昌典[2]
10. LIFE
作詞：新山詩織　作曲：新山詩織・浅野尚志　編曲：浅野尚志[2]
11. 隣の行方
作詞：新山詩織　作曲：小林章太郎　編曲：楠野功太郎

DISC2（通常盤のみ）
1. 現在地
作詞・作曲・編曲：藤井一彦
原曲・共演：THE GROOVERS
1枚目のシングル「ゆれるユレル」カップリング曲
2. ありったけの愛
作詞・作曲・編曲：佐藤タイジ
原曲・共演：THEATRE BROOK
2枚目のシングル「Don't Cry」カップリング曲
3. イージュー★ライダー
作詞・作曲：奥田民生　編曲：笹路正徳
原曲：奥田民生
3枚目のシングル「ひとりごと」カップリング曲
4. ピアノ
作詞：チバユウスケ　作曲：The Birthday　編曲：笹路正徳
原曲：The Birthday
4枚目のシングル「今 ここにいる」カップリング曲

### DVD
初回限定盤
- ミュージックビデオ+メイキング
  - 隣の行方
  - あたしはあたしのままで
  - Snow Smile

LIVE盤
- アーティストデビュー３周年記念ライブツアー「19」
  - Dear friend
  - ありがとう
  - 分かってるよ (Band ver.)
  - 気まぐれ
  - Winding Road
- 2016.7.9 ESP学園 presents 「COLORS 2016」
  - 恋の中
  - あたしはあたしのままで
- 映像提供：MUSIC ON! TV
  - 恋の中
  - あたしはあたしのままで

## レコーディング参加
- 新山詩織 - ボーカル、ギター
  - 藤井謙二（The Birthday） - ギター
  - 楠野功太郎 - ギター、プログラミング
  - 福山雅治 - ギター
  - 土方隆行 - ギター
  - 石崎光 - ギター
  - 粂絢哉 - ギター
  - 美久月千晴 - ベース
  - 柳原旭 - ベース
  - 高水健司 - ベース
  - 根岸孝旨（Dr.StrangeLove） - ベース
  - SHIZUKA（Chelsy） - ベース
  - 玉田豊夢 - ドラム
  - 橋谷田真 - ドラム
  - 山木秀夫 - ドラム
  - 河村“カースケ”智康 - ドラム
  - 古田たかし - ドラム
  - AMI（Chelsy） - ドラム
  - 島田昌典 - オルガン、タンバリン、プログラミング
  - 井上鑑 - ピアノ、オルガン
  - 笹路正徳 - ピアノ、オルガン、ギター、タンバリン
  - 浅野尚志 - ピアノ、プログラミング
  - 大先生室屋ストリングス - ストリングスセクション
  - Mar.na - コーラス